# Championnat d'Europe de baseball 1973
Navigation
Édition précédente Édition suivante
Le championnat d'Europe de baseball 1973, treizième édition du championnat d'Europe de baseball, a eu lieu du 30 juin au 8 juillet 1973 à Haarlem, aux Pays-Bas. Il a été remporté par l'équipe des Pays-Bas.